# USS Saginaw Bay (CVE-82)
Авіаносець «Сагіноу Бей» (англ. USS Saginaw Bay (CVE-82)) - ескортний авіаносець США часів Другої світової війни, типу «Касабланка».

## Історія створення
Авіаносець «Сагіноу Бей» був закладений 1 листопада 1943 року на верфі Kaiser Shipyards у Ванкувері. Спущений на воду 19 січня 1944 року, вступив у стрій 2 березня 1944 року.

## Історія служби
Після вступу в стрій «Сагіноу Бей» здійснював перевезення літаків на Тихоокеанський ТВД.
Авіаносець брав участь в десантних операціях на о. Палау (серпень 1944 року), о. Моротай (вересень 1944 року), о. Лейте (жовтень-грудень 1944 року), в затоці Лінгаєн (о. Лусон, січень 1945 року), на Іодзіму (лютий-березень 1945 року) та Окінаву (квітень-червень 1945 року).
Після закінчення бойових дій корабель перевозив американських солдатів та моряків на батьківщину (операція «Magic Carpet»).
19 червня 1946 року авіаносець «Сагіноу Бей» був виведений в резерв. 12 червня 1955 року він був перекласифікований в ескортний вертольотоносець CVHE-82.
1 березня 1959 року корабель був виключений зі списків флоту та зданий на злам.